# Станеке, Эммануил Яковлевич
Эммануил Яковлевич фон Станеке (нем. Emanuel von Stanecke, 28 января 1750, Данциг — 8 июня 1838, Митава) — чиновник Российской империи, работал таможенным инспектором, а затем  последовательно занимал должности Курляндского вице-губернатора и губернатора.

## Биография
Он родился 28 января 1750 года в Данциге. В 1768 году он учился в Альбертинском университете в Кёнигсберге. В 1779 году поступил на государственную службу  и стал комиссаром в императорском егерьском корпусе. В 1786 году он начал свою карьеру на таможенной службе подинспектором в Санкт-Петербурге. В 1795 году его повысили до таможенного инспектора Либавы, а два года спустя он переехал в Митаву в качестве советника налоговой палаты. В 1800 году он стал таможенным инспектором Курляндской губернии. Его связи с губернией были подтверждены внесением 26 марта 1803 г. в статут Пильтинского дворянства. В чине статского советника:254 (гражданское звание 5 в табели о рангах) он был назначен вице-губернатором Курляндии, заменив Якоба фон Брискорна, 2/14 сентября 1811 года. В связи с выдвижением в правящий сенат бывшего губернатора Фридриха Вильгельма фон Сиверса фон Станеке с 4/16 сентября 1814 года назначен губернатором.  В 1814 году получил чин действительного статского советника  (4-й гражданский чин). Официально вступил в должность 4/16 февраля 1816 г.:254. Он стал председателем Комиссии для ознакомления с положениями Закона о курляндских крестьянах:455, созданной 9 - 21 сентября 1818 г. Он воспринимался местной знатью как человек дружелюбный, но недостаточно энергичный. В связи с преклонным возрастом (он оказался самым старшим по возрасту чиновником, занимавшим должность Курляндского губернатора:260 ) он был отправлен в отставку 6 или 18 февраля 1824 г. Остаток своей жизни он провел в Митаве, в «философском спокойствии». Он умер 6 июня 1838 года в возрасте 88 лет:229-230 .

## Семья
- Первая жена — Прасковья Колицева (Змеева) (?—1785)[4]
- Вторая жена — София Шарлотта, урожденная Бётлинг (нем. Sophie Charlotte von Boehtlingk, 12 августа 1768—9 июля 1843[1] или 1847[4]), свадьба состоялась 11 января 1788 года. Её сестра Анна Мария (1762—1835) была замужем за Густавом Матиасом фон Ламбсдорфом, что сделало обоих губернаторов Курляндии шуринами[3]:223, 229, другая её сестра Доротеа Катарина (1774—1854) была женой Лагарпа.
  - Дочь — София Шарлотта фон Станеке (18 ноября 1789—?)[1]
  - Дочь — Анна Флорентина  фон Станеке (13 апреля 1791—?)[1]
  - Дочь — Доротея София Фридерика в замужестве Шрётер (10 июня 1792—?), муж Пётр Данилович Шрётер (1777—1845), брат архитектора Павла Шрётера[1].
  - Дочь — Анна София фон Станеке (19 октября 1795—?)[1]
  - Дочь — Катарина в замужестве Готман  (?—?), муж Андрей Данилович Готман (1790—1865)[1]